# Куцевалов Валерій Віталійович
Валерій Віталійович Куцевалов  народився в [джерело?], Берлін, Німеччина) — український музикант, організатор і керівник ряду творчих колективів. Народний артист України (2017).

## Біографія
Закінчив середню школу № 12 (Польща) та музичну школу № 5 (Польща). Навчаючись в школі № 78 м. Києва, вступив до дитячого духового зразкового оркестру. Усе дитинство був музикантом у різних духових та джазових оркестрах, а пізніше створив і був керівником багатьох творчих колективів України.
Виступав у складі гуртів «Пульсар», «Кросс», створив гурт «Візит». Вже за часів незалежної України популярною стала зроблена «Візитом» разом з Оксаною Хожай обробка української народної пісні «При долині кущ калини».
Лауреат Всесоюзного Фестивалю популярної музики.
Освіта вища — Менеджмент організацій (Київський національний університет культури і мистецтв).
Працював на Київському заводі «Арсенал»; в ВТО «Укрголовпостачсистема», у Київській філармонії. 1993 р. — Генеральний директор Продюсерського центру «Україна — Фестиваль»; з 2000 року — Директор Українського молодіжного центру, та Член Національної Ради з питань молодіжної політики при Президентові України.
Член Президії Асоціації розвитку авіації України.  
- 2001-2011 рр. — Радник Міністра внутрішніх справ України.
- з 2001 року — Голова та керівник Всеукраїнської Молодіжної  Громадської Організації "Україна Фестиваль"
- З 2002 року — в системі Міністерства культури України:
- — Генеральний директор Українського державного центру культурних ініціатив;
- — Генеральний директор — художній керівник Державного підприємства «Укрдержконцерт»;
- — Генеральний директор Державного підприємства «Український державний центр мистецтв»;
- — Директор Казенного підприємства «Державний гастрольно-концертний центр України»;
- — Директор та Художній керівник Державного комерційного підприємства «Український культурний центр».
- з 2012 року - Головний режисер Національного заслуженого академічного українського народного хору України імені Г. Г. Верьовки.
- з травня 2016 року - Радник Міністра культури України

Автор близько 150 заходів. Основні:
- Телемарафони «Пам'ять»,
- Естафети пам'яті і Слави «Через всю Україну»;
- Всеукраїнські благодійні тури «Молодь — наше майбутнє!» (дитячі будинки, школи — інтернати та колонії для неповнолітніх);
- Автор проекту святкування Дня Військово — Морських Сил України (м. Севастополь, 1999-2013 рр.); З 2014 року в м. Одеса;
- Гала — концертів під час проведення Гуморини в м. Одесі;
- Керівник і організатор культурних спецзаходів під час проведення саммітів за участю Президентів та Прем'єр-міністрів різних країн;
- Художній керівник Державних свят; вітчизняних та міжнародних фестивалів, днів Української культури і мистецтв в Європі, Ізраїлі, Японії, Бразилії та багатьох інших країнах світу.

Є автором та Генеральним продюсером Загальнонаціональної акції «Зірка України» (Алея Зірок, м. Київ), де Голова Вищої Академічної Ради - Перший Президент України Леонід Макарович Кравчук.
У 2007 році організував і провів всесвітній конкурс молодих виконавців в м. Ейлат (Ізраїль), де був обраний Президентом цього заходу (засновники ПЦ «Україна-Фестиваль» та телеканал «Ізраїль+»).
Художній керівник Всеукраїнських державних заходів «Новий рік зустрічає нове тисячоліття» (Палац спорту) та «З Днем народження, молода Країно!» (Співоче поле). Художній керівник урочистого заходу з нагоди інавгурації Президента України  (Національний заповідник «Софія Київська»), Урочистої церемонії підняття Державного Прапора України (Софійська площа), Культурно-мистецької акції «Молитва за Україну» (Національний заповідник «Софія Київська»).   
Як художній керівник працює з провідними колективами і виконавцями України, далекого та близького зарубіжжя в різних жанрах: академічному, молодіжному, модерному, естрадному та ін.
Завдяки його досвіду, творчості та допомоги на ранній стадії відбулися такі відомі артисти, як: Віктор Павлік, Лері Вінн, Гарік Кричевський, група «Х-Президенти», Микола Трубач та інші, а декілька років на контракті в ПЦ «Україна-Фестиваль» працював відомий співак Олексій Глизін.
У 1999 р. Указом Президента України В. В. Куцевалову присвоєно почесне звання Заслужений діяч мистецтв України, 
В 2010 р. нагороджений Орденом "За заслуги" ІІІ ст., 
в 2017 р. Указом Президента України присвоєно почесне звання Народний артист України 
Має низку відомчих нагород.
Багато років займається благодійною діяльністю з дітьми-сиротами, в тому числі з ліцеїстами — сиротами МВС України.
З 2015 року є Головою оргкомітету Фестивалів-конкурсів "Україна збирає таланти" та "Сузір'я талантів в Україні".
З червня 2022 року  Голова Наглядової ради Національного Президентського оркестру України.
Має двох синів.